# Servizio militare di leva in Italia

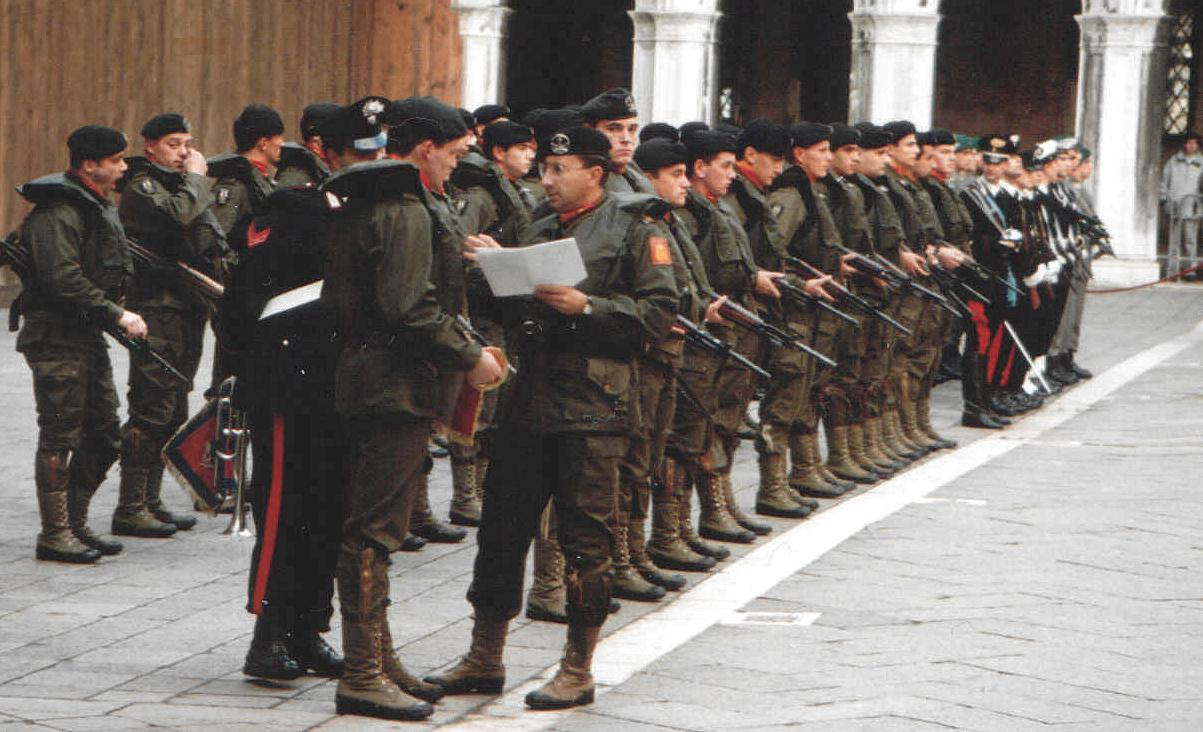
Alcuni soldati del Reggimento Lagunari a Venezia nel 1990

Il servizio militare di leva in Italia (formalmente coscrizione obbligatoria di una classe, popolarmente naia o naja), indica, in Italia, il servizio militare obbligatorio.
Istituito nello Stato unitario italiano con la nascita del Regno d'Italia e mantenuto con la nascita della Repubblica Italiana, è stata in regime operativo dal 1861 al 2005, per 143 anni, fino all'entrata in vigore della legge 23 agosto 2004, n. 226.
Il personale militare di leva percepisce durante il servizio un'indennità, più volte modificata nel corso degli anni e di importo variabile a seconda dell'arma, del corpo di inquadramento e delle funzioni svolte. Il servizio prestato è inoltre valido ai fini pensionistici ed è tale anche in seguito all'emanazione della legge Martino.

## Storia

### Gli Stati preunitari, il Regno d'Italia e i distretti militari

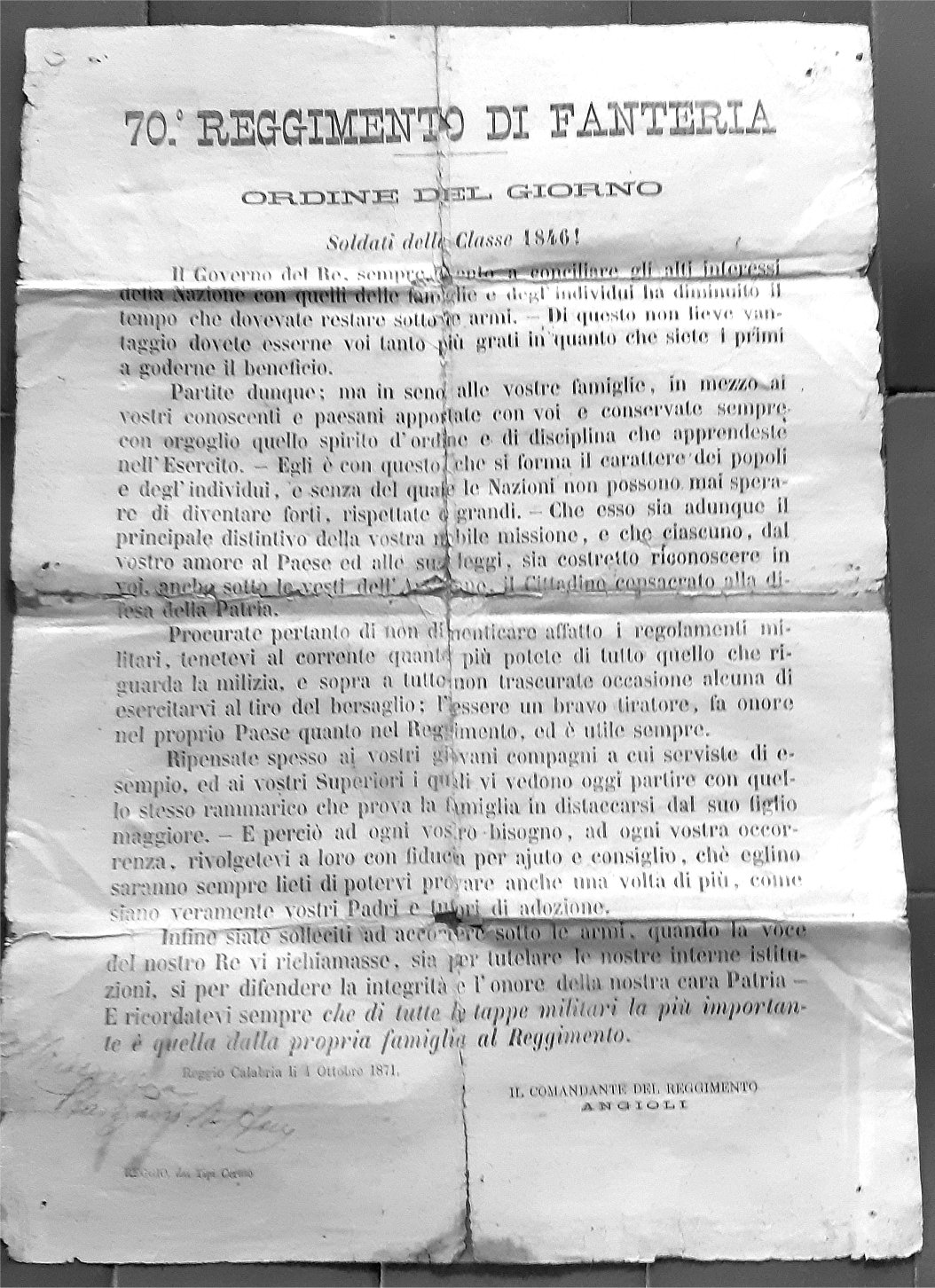
70º Reggimento Fanteria - Ordine del giorno 1871 - Soldati della classe 1846

Già prima dell'Unità d'Italia alcuni Stati preunitari italiani della penisola prevedevano il servizio militare obbligatorio, come ad esempio nel caso del Regno di Napoli, seppur in tale caso riscattabile dietro pagamento in denaro. Grazie all'influenza dell'Impero francese, la leva obbligatoria era stata introdotta nella Repubblica Italiana napoleonica il 13 agosto 1802 su proposta di Francesco Melzi d'Eril, inizialmente per gli uomini di età compresa dai 19 ai 25 anni e per quattro anni e si ampliò con l'estendersi dello Stato, quando le operazioni militari consentivano l'annessione di altri territori: nel 1802 in Piemonte, Lombardia, Liguria ed Emilia, nel 1805 in Friuli, nel 1806 nei territori veneti a sinistra dell'Adige. Chi era sposato prima di tale data o aveva particolari menomazioni era esonerato dal partire.
Mantenuto ancora nel successivo Regno d'Italia napoleonico, il servizio di leva fu poi adottato dal Regno di Sardegna con la riforma promossa dal generale Alfonso La Marmora (legge 20 marzo 1854, n. 1676, detta "riforma La Marmora") e con il compimento dell'Unità d'Italia fu estesa a tutto il Regno d'Italia in modo graduale e progressivo; il 25 giugno 1862 il ministro della guerra Agostino Petitti Bagliani di Roreto annunciò ai deputati del Regno, riuniti a Palazzo Carignano a Torino, che l'obbligo di leva era esteso a tutte le province italiane. Benché lo Statuto Albertino non contenesse disposizioni particolari, si limitava ad affermare un generico principio all'art. 75 che statuiva:
Tuttavia il nuovo Stato unitario ebbe l'esigenza di adottare una serie di provvedimenti per garantire la capacità di mobilitazione di un congruo numero di uomini in tempi brevi; così, prendendo a modello il servizio di leva vigente nel Regno di Prussia, venne applicato il principio delle coscrizione generale. Furono quindi emanate una serie di norme: in particolare, la legge 26 maggio 1861, n. 35, autorizzò una leva di 56 000 uomini nelle province che furono del Regno delle Due Sicilie; la legge 30 giugno 1861, n. 63, autorizzò una leva in Sicilia sui nati nel 1840; la legge 22 agosto 1861, n. 223, disciplinò la leva militare per le nuove province dello Stato, ovvero Lombardia, Emilia, Marche, Umbria, Sicilia; la legge 13 luglio 1862, n. 695, intervenne ancora in ordine alle province napoletane dell'ex Regno delle Due Sicilie e la legge 13 luglio 1862, n. 696, disciplinò la leva obbligatoria per tutte le province dello Stato, a partire da tale anno per i nati nel 1842.

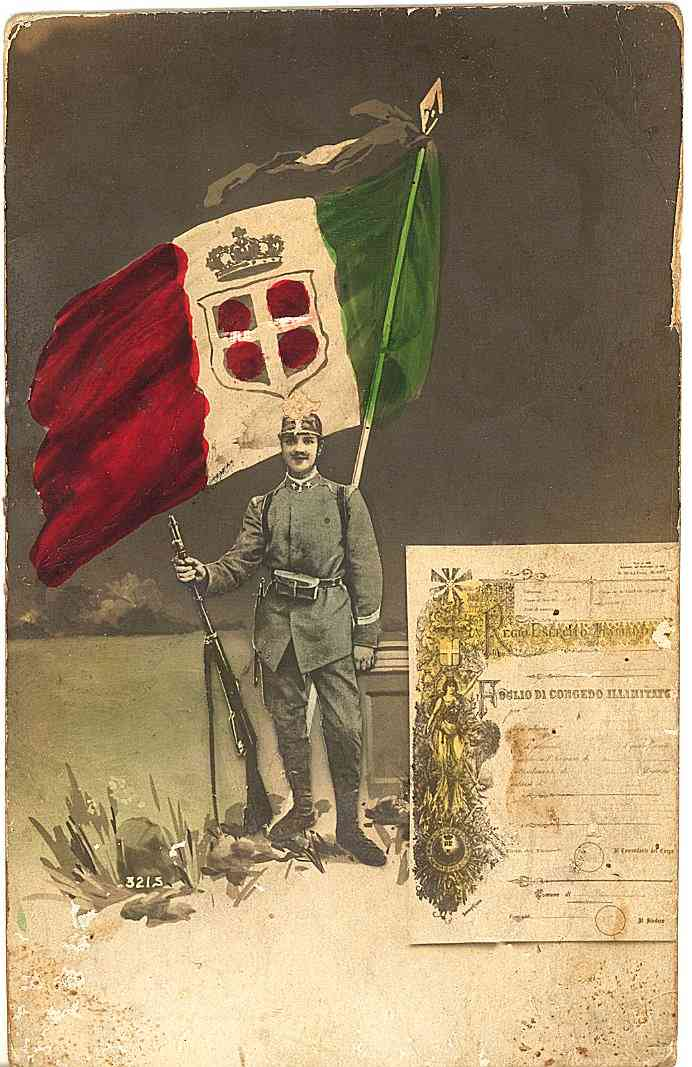
Cartolina postale del 1915

Una prima disciplina generale venne dettata dalla legge 20 marzo 1865, n. 2248: i nominativi dei cittadini soggetti alla chiamata (esclusivamente i maschi di maggiore età) erano contenuti nelle "liste di leva", formate dal comune italiano di residenza del cittadino interessato (legge 20 marzo 1865, n. 2248 allegato A), nelle quali venivano iscritti tutti i giovani al compimento del 17º anno di età. Del fatto veniva data notizia mediante affissione di manifesti presso l'albo pretorio e nel territorio del comune interessato. Successivamente, il R.D. 13 novembre 1870, n. 6026, istituì a far data dal 16 dicembre i "distretti militari", che dovevano provvedere sia ad accertare l'idoneità psico-fisica dei coscritti che alla mobilitazione iniziale; presso gli stessi veniva anche somministrato l'addestramento iniziale delle truppe. Nel contempo vennero soppressi i "comandi militari di provincia". Dal punto di vista formale, la coscrizione obbligatoria di tutti i cittadini di sesso maschile fu sancita definitivamente dalla legge 7 giugno 1875, n. 2532. Tuttavia, solo il Testo unico delle leggi sul reclutamento dell'Esercito (legge 26 luglio 1876, n. 3260) dava precise indicazioni riguardo alla formazione delle liste di leva. Tale legge prevedeva che ogni comune tenesse due tipi di registri: le "liste di leva" e i "ruoli matricolari", da compilarsi con cadenza annuale. La legge 30 giugno 1889, n. 6168, introdusse in ogni comune i "registri dei quadrupedi", dove erano indicati gli animali e i rispettivi proprietari ai fini della requisizione che poteva essere ordinata in caso di mobilitazione generale o parziale.
L'introduzione del servizio militare di massa suscitò notevole scontento tra le popolazioni meridionali e contribuì ad alimentare il brigantaggio postunitario italiano; in risposta i governi dell'epoca adottarono misure straordinarie ed estremamente repressive - come la legge Pica - che, oltre a punire la renitenza alla leva con la reclusione nelle carceri italiane, colpiva anche i parenti ed eventuali complici di coloro che si sottraessero agli obblighi militari.
La normativa sul reclutamento del Regio Esercito venne risistemata verso la fine del secolo con una serie di provvedimenti normativi, quali il R.D. 6 agosto 1888, n. 5655, (Nuovo testo unico delle leggi sul reclutamento del regio Esercito) e la legge 28 giugno 1891, n. 2346.

### La prima guerra mondiale: lanajae i primi casi di obiezione di coscienza

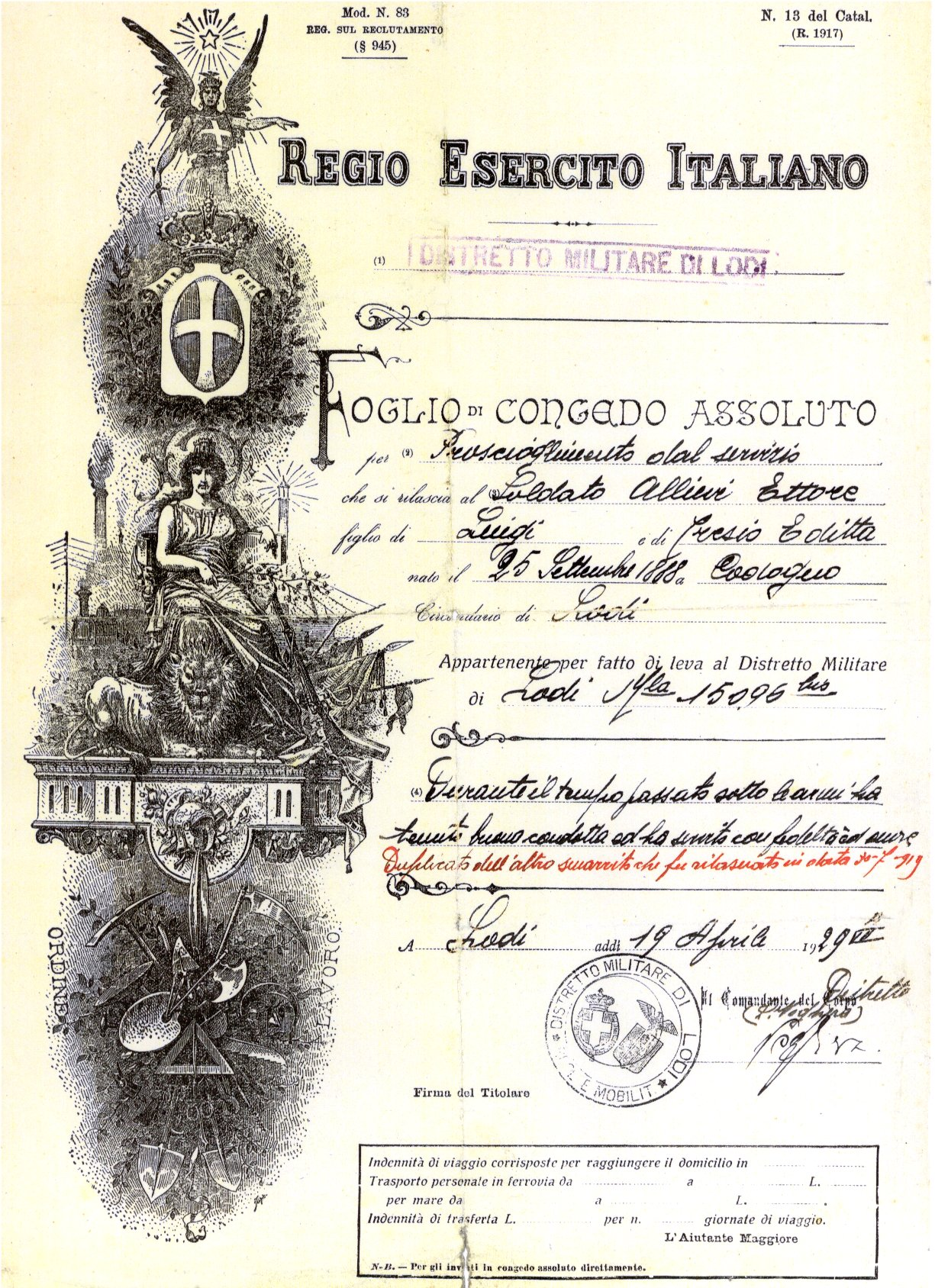
Foglio di congedo assoluto, 1929

All'inizio del XX secolo la normativa in tema conobbe modifiche, con norme quali la legge 15 dicembre 1907, n. 763, la legge 24 dicembre 1908, n. 783, la legge 30 giugno 1910, n. 362, (con cui la ferma fu ridotta a due anni per tutte le armi); poco prima della prima guerra mondiale, la normativa venne nuovamente modificata dal R.D. 24 dicembre 1911, n. 1497 (Testo unico delle leggi sul reclutamento del Regio esercito).
Durante il conflitto, si diffuse il termine volgare naja, come sinonimo di vita militare, soprattutto nell'Italia settentrionale, quindi successivamente esteso a tutto il territorio italiano. Probabilmente derivato dalla lingua veneta (teatro delle battaglie del conflitto), te-naja, inteso come “morsa”, “tenaglia”, il termine indica, in senso dispregiativo, la vita militare che obbliga un individuo a strapparsi dai propri affetti per subordinarsi alle gerarchie istituzionali.
Una diversa spiegazione fa risalire il termine naja al veneto antico naia, "razza, genia", che a sua volta deriva dal termine latino natalia, pl. neutro di natalis, "attinente, relativo alla nascita", con riferimento alla classe generazionale che veniva coscritta ogni anno.
Un'altra spiegazione fa risalire il termine naja al dialetto piemontese per natica, in quanto, già prima dell'unità d'Italia, nell'esercito piemontese vigeva per i reclutati il Regolamento penale particolare, che elencava le pene corporali da infliggere con un bastone sulla natica del colpevole indisciplinato, da qui il motto andare a fare la naja che poi si diffuse al resto d'Italia con la unificazione.
Durante la guerra cominciarono a verificarsi i primi significativi episodi di obiezione di coscienza: i primi casi di obiezione al servizio militare obbligatorio furono quelli di Remigio Cuminetti, un testimone di Geova, che nel 1916 in piena Grande guerra finì sotto processo per diserzione a causa del suo rifiuto di indossare l'uniforme, e di Luigi Lué e Alberto Long.

### Il regime fascista e la seconda guerra mondiale
Dopo il primo dopoguerra, il regime fascista introdusse l'istruzione premilitare, "impartita con carattere continuativo a tutti i giovani dall'anno in cui compiono l'8º anno di età a quello in cui compiono il 21°". Tale istruzione comprendeva due periodi: il primo, dal 1º gennaio dell'anno in cui si compie l'ottavo al compimento del 18º anno di età, era di competenza dell'Opera Nazionale Balilla, creata nel 1926; il secondo, il servizio premilitare obbligatorio, dal compimento del 18º anno di età (leva fascista) alla chiamata alle armi della rispettiva classe di leva". Il cittadino italiano iscritto nelle liste di leva diventava così soldato e, da quel giorno, incombeva su di lui l'obbligo militare (obbligo di leva). Il servizio di leva poteva essere svolto anche presso la milizia fascista (MVSN).
La normativa relativa al reclutamento venne poi modificata dalla legge 5 agosto 1927, n. 1437, raccolta nel regio decreto 8 settembre 1932, n. 1332 (Testo unico delle leggi sul reclutamento del Regio Esercito). Il servizio di leva poteva essere altresì prestato come "ausiliario" presso le varie forze armate italiane e forze di polizia italiane (come ad esempio in qualità di carabiniere ausiliario presso l'Arma, Polizia di Stato, Corpo degli agenti di custodia, Corpo Nazionale dei Vigili del Fuoco), o anche come ufficiale di complemento.
Con la riforma di cui al regio decreto legge 21 novembre 1934, n. 1879, seguita dal R.D. 24 febbraio 1938, n. 329 (Testo unico delle disposizioni legislative sul reclutamento del Regio esercito), si modificò il testo unico del 1932, prevedendo che per l'esercito i giovani venissero chiamati alla leva ed esaminati nel 20º anno, con la chiamata alle armi normalmente nel 21º anno.
Si prevedeva, in particolare:
 Nella Regia Marina era prevista la ferma volontaria ordinaria di 6 anni, quella volontaria a premio di 4 anni e la ferma di leva di 28 mesi. Infine, nella Regia Aeronautica il personale di leva era assegnato dai distretti militari e dalle capitanerie di porto in base ai quantitativi stabiliti.

### La nascita della Repubblica Italiana e il dopoguerra

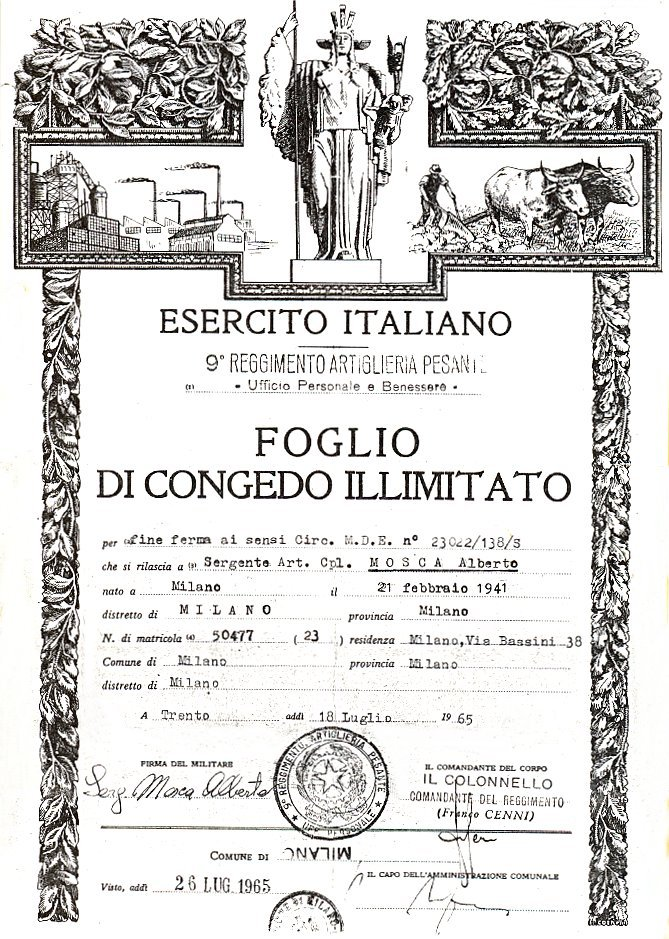
Foglio di congedo illimitato, 1965

Con la nascita della Repubblica Italiana venne affermato nella carta costituzionale il dovere dell'obbligatorietà del servizio, contenuto nell'art. 52 della Costituzione della Repubblica Italiana, ma tuttavia temperato dalle modalità e nelle limitazioni imposte dalla legge. Infatti, il 2º comma dell'articolo afferma che:
Nell'immediato secondo dopoguerra vennero poi istituiti i centri addestramento reclute (CAR), presso i quali i coscritti dovevano recarsi per sostenere un apposito corso di addestramento e successivamente essere assegnati a una sede di servizio. Le leggi 25 aprile 1957, n. 308, e 8 luglio 1961, n. 645, disciplinarono la composizione delle "commissioni mobili'" e dei "consigli di leva", mentre ai sensi della legge delega 13 dicembre 1962, n. 1862, venne emanato il D.P.R. 14 febbraio 1964, n. 237 (Leva e reclutamento obbligatorio nell'Esercito, nella Marina e nell'Aeronautica).
I soggetti destinatari della chiamata, ai sensi dell'art. 1 del D.P.R. n. 237/1964, continuavano a essere tutti i cittadini italiani esclusivamente di sesso maschile e maggiorenni inclusi nelle liste di leva. Si era quindi chiamati (tramite la cosiddetta "chiamata alle armi" tramite documento detto cartolina precetto) a presentarsi presso il distretto militare competente e sottoposti alla visita medica di leva; se dichiarati idonei, si svolgeva servizio obbligatorio nella Marina Militare, nell'Esercito Italiano o nella Aeronautica Militare, solitamente con incarichi di impiego nei servizi (approvvigionamento, logistica, ecc.) o incarichi di servizio in una determinata arma (ad esempio fuciliere dell'esercito); solitamente dalla visita all'arruolamento passava un certo periodo di tempo, generalmente non superiore all'anno.
Il servizio di leva poteva essere prestato presso le varie forze armate italiane (e, a partire dal 1958, anche nella Vigilanza Aeronautica Militare per l'aeronautica militare italiana) e forze di polizia italiane e come ufficiale di complemento. Coloro che, invece, dopo aver ricevuto la chiamata non si fossero presentati presso il distretto competente, rifiutandosi di prestare il servizio di leva (come nel caso degli obiettori di coscienza), ponevano in essere condotte che integravano la fattispecie del reato di renitenza alla leva, punito con la reclusione in carcere.

### La disciplina dell'obiezione di coscienza e l'istituzione del servizio civile
A seguito dell'emanazione della prima legge 15 dicembre 1972, n. 772 (Norme per il riconoscimento della obiezione di coscienza), si ebbe per la prima volta una disciplina dell'obiezione di coscienza nonché l'istituzione del servizio civile, obbligatorio, alternativo e sostitutivo a quello militare per chi, risultato idoneo alla visita di leva, non volesse prestare servizio armato. Inizialmente il servizio civile obbligatorio aveva una durata maggiore rispetto al servizio militare, durata via via equiparata mentre il rapporto fra il numero di persone che svolgevano i due tipi di servizio si attestava sulla parità. Negli anni, inoltre, la richiesta di effettuare il servizio civile fu progressivamente svincolata dal soddisfacimento di particolari requisiti, ad esempio, di natura religiosa.
Anche la giurisprudenza della Corte Costituzionale aveva cominciato a prendere atto del cambiamento espresso da alcune parti dell'opinione pubblica: la sentenza n. 164 del 23 maggio 1985 aveva stabilito il diritto del cittadino a servire la patria anche espletando un servizio alternativo a quello armato. Con la legge 6 marzo 2001, n. 64 venne istituito il servizio civile nazionale.

### La riduzione della ferma, l'arruolamento femminile volontario e la sospensione del 2005
Intanto, a partire dal secondo dopoguerra, il periodo di ferma obbligatorio era stato progressivamente ridotto con vari provvedimenti legislativi emanati nel tempo: 
- ferma di leva di 15 mesi per Esercito/Aeronautica e 24 mesi per la Marina (sino al 1975);[20]
- dal 1976 ferma di leva di 12 mesi per Esercito/Aeronautica e 18 mesi per la Marina, e rispettivamente 15/18 per gli ufficiali di complemento;[21]
- dal 1987 ferma di leva di 12 mesi per Esercito/Aeronautica/Marina e 15 mesi per gli ufficiali di complemento;[22]
- dal 1997 ferma di leva di 10 mesi per Esercito/Aeronautica/Marina, 12 mesi nell'Arma dei Carabinieri quale Carabiniere ausiliario e 14 mesi per gli ufficiali di complemento.[23]

Tuttavia, la società italiana nel corso del tempo aveva già cominciato progressivamente a nutrire una generale e crescente avversione alla coscrizione obbligatoria; infatti dati ufficiali che registrarono il dissenso della popolazione risalgono già all'inizio del XX secolo, anche a causa dei diversi episodi di nonnismo e omicidi verificatisi nel corso degli anni.
Un impulso decisivo al superamento della leva obbligatoria si ebbe coi fatti emersi nell'agosto del 1999 con la morte, avvenuta in circostanze mai del tutto chiarite, del paracadutista siracusano Emanuele Scieri in forza alla Brigata paracadutisti "Folgore", in servizio presso la Caserma Gamerra, Centro Addestramento Paracadutisti di Pisa. Sulla vicenda, che ebbe un certo impatto sull'opinione pubblica, vennero effettuate anche alcune interrogazioni parlamentari. Il 3 settembre 1999 il Consiglio dei ministri approvò il disegno di legge proposto dall'allora Ministro della difesa Carlo Scognamiglio, che doveva avviare il processo per giungere al superamento della coscrizione obbligatoria. Parallelamente, con la legge 20 ottobre 1999, n. 380, venne emanata una delega al governo finalizzata all'introduzione del servizio militare femminile volontario, consentendo così alle donne di arruolarsi come volontarie nelle forze armate italiane. La delega venne attuata con l'emanazione di un paio di provvedimenti legislativi: il d.lgs. 31 gennaio 2000, n. 24, e il Decreto del Presidente del Consiglio dei Ministri 16 marzo 2000, n. 112.
Intanto, l'8 ottobre 1999 venne presentato al Senato il disegno di legge n. 6433, ("Delega al Governo per la riforma del servizio militare") che, dopo essere stato approvato con modificazioni il 14 giugno 2000, passò alla Camera dei deputati per il compimento dell'iter legislativo. Nella relazione di accompagnamento della legge si affermava:
Il modello interamente volontario è quello che meglio risponde a questa nuova connotazione e funzione dello strumento militare. (...) Non si tratta, peraltro, di abolire la coscrizione obbligatoria, ma solo di prevederla in casi eccezionali, quali quelli di guerra o di crisi di particolare rilevanza, che richiedano interventi organici.
Tra l'altro non è possibile sottacere che il rilevante calo demografico in atto in Italia unito all'incremento del fenomeno dell'obiezione di coscienza rende sempre più difficile raggiungere contingenti di leva idonei a soddisfare le esigenze qualitative e quantitative delle forze armate. Difficoltà acuite sia dalla spinta alla regionalizzazione sia dalla riduzione a dieci mesi della durata del servizio militare che ha ridotto il periodo di reale operatività dei militari di leva, insufficiente per determinati settori o particolari sistemi d'Arma.
Per procedere alla trasformazione dello strumento militare, occorre innanzitutto definire le nuove dimensioni delle forze armate professionali, ovvero il punto di arrivo della connessa contrazione. Pur tenendo ferma l'esigenza di rispettare gli impegni operativi assunti, il passaggio da un modello misto ad uno tutto professionale, composto da personale maschile e femminile, potrà permettere di conseguire una ulteriore riduzione quantitativa per il più alto coefficiente di utilizzo del personale tutto volontario e per il recupero discendente dal riordino del settore del reclutamento e della componente addestrativa e formativa. Partendo dall'attuale (anno 1999) livello di circa 270 000 uomini, l'insieme di questi fattori fa ritenere perseguibile, pur rispettando gli attuali impegni operativi assunti, una riduzione dello strumento militare interamente professionale a 190 000, ovvero di ben 80 000 unità in meno della consistenza attuale.»
Durante il governo D'Alema I fu emanata la legge delega 14 novembre 2000, n. 331, promossa principalmente dal senatore Carlo Scognamiglio. La legge conferiva al governo italiano la delega a emanare disposizioni concernenti le forze armate italiane, tra cui la graduale sostituzione, entro sette anni dall'emanazione della norma, dei militari in servizio obbligatorio di leva con volontari di truppa, anche se solo in determinati casi, poiché la norma non aboliva radicalmente l'obbligo della coscrizione.

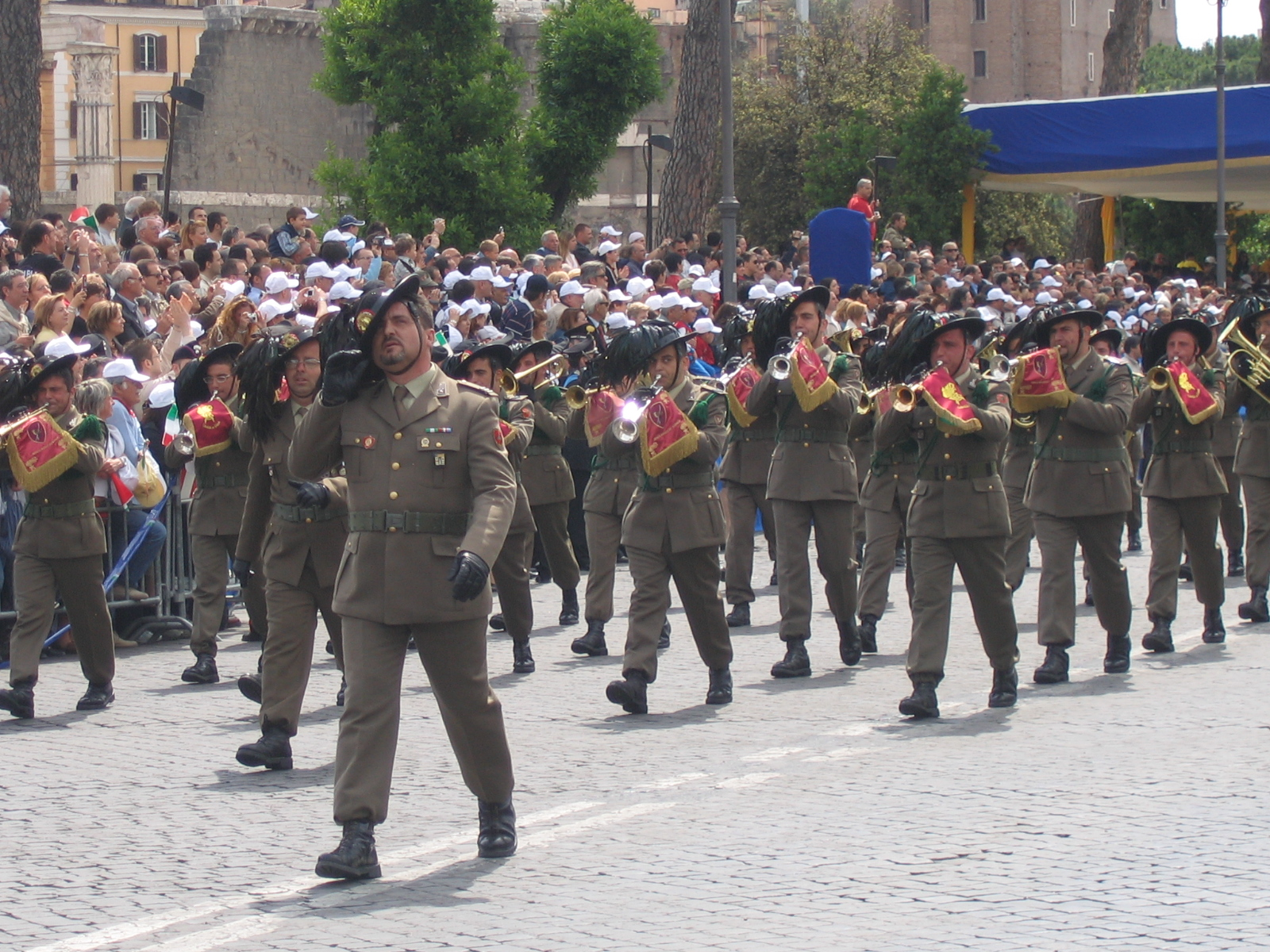
Bersaglieri alla parata del 2 giugno 2006, in occasione della Festa della Repubblica Italiana

Il successivo d.l. 8 maggio 2001, n. 215, emanato durante il governo Amato II, che introduceva alcune modifiche in tema di rinvio per motivi di studio, disposizioni sugli ufficiali e altre norme per il superamento progressivo del servizio di leva, stabilì che le chiamate fossero sospese a partire dal 1º gennaio 2007. Nel contempo la Corte costituzionale della Repubblica Italiana confermava inoltre il suo orientamento giurisprudenziale con la pronuncia della sentenza del 16 luglio 2004, n. 228, riguardo ad alcune questioni di legittimità costituzionale in merito al servizio civile, rimarcando ulteriormente che il dovere, sancito dalla carta costituzionale, dei cittadini della difesa della patria potesse essere assolto in maniera equivalente con modalità diverse e/o estranee alla difesa militare. La sospensione venne infine anticipata con la legge 23 agosto 2004, n. 226 promulgata durante il governo Berlusconi II: la norma, modificando il decreto legislativo n. 215/2001, fissava la sospensione delle chiamate per lo svolgimento del servizio di leva a decorrere dal 1º gennaio 2005, disponendo comunque la chiamata al servizio, fino al 31 dicembre 2004, per tutti i soggetti nati entro il 1985 incluso, tranne nel caso di coloro che avessero presentato domanda di rinvio per motivi di studio, anch'essi di conseguenza non chiamati al servizio di leva.
Il decreto del Ministero della difesa del 20 settembre 2004 (emanato in attuazione dell'art. 11-bis del d.lgs. n. 215/2001) fissò al 30 settembre 2004 il termine delle visite di leva. Il successivo decreto-legge 30 giugno 2005, n. 115 - convertito in legge 17 agosto 2005, n. 168 - introdusse infine la possibilità, a decorrere dal 1º luglio, per il personale in servizio espletante sia il servizio di leva sia il servizio civile sostitutivo, di poterne cessare anticipatamente la prestazione, con apposita domanda.

### Le iniziativemini-najae la codificazione del 2010

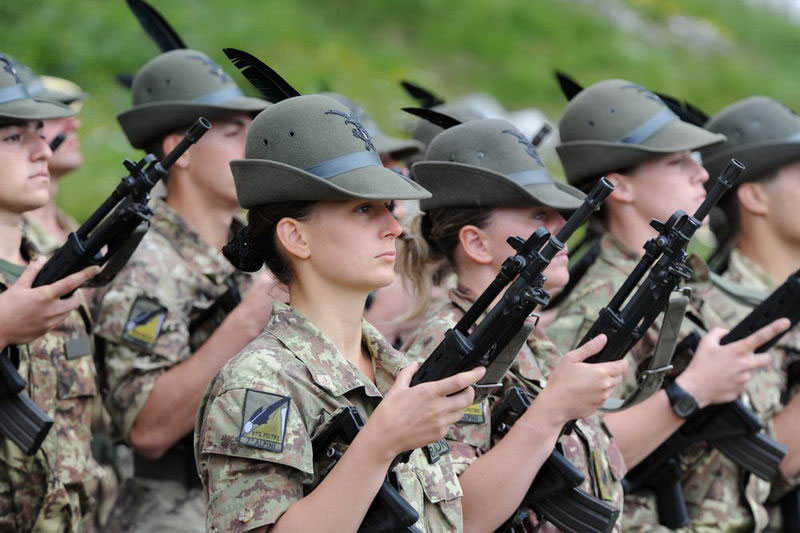
Donne soldato del 7º Reggimento alpini durante un'esercitazione militare al Passo di Falzarego nel 2011

Nel settembre del 2009 il governo Berlusconi IV promosse un'iniziativa denominata "Pianeta Difesa" consistente in un breve periodo durante il quale 145 giovani (100 ragazzi e 45 ragazze) tra i 18 e i 30 anni, appositamente selezionati dall'ANA, potevano partecipare a una breve esperienza di vita militare (15 giorni/1 mese). Questo periodo di servizio, soprannominato la mini naja, mirava a far conoscere ai partecipanti lo stile dl vita militare. La sperimentazione si svolse presso il corpo degli alpini, e quindi i giovani hanno passato il periodo di addestramento nelle caserme del 6º Reggimento alpini per il solo progetto Pianeta Difesa; per il progetto "Vivi le Forze Armate, Militare per tre settimane" invece i reparti impegnati sono stati vari dell'Esercito, della Marina Militare, dell'Aeronautica Militare e dell'Arma dei Carabinieri. Complessivamente, nel 2010 furono stanziati fondi per una durata triennale per un progetto, più ampio rispetto al precedente "Pianeta Difesa", denominato "Vivi le Forze Armate, Militare per 3 settimane".
Nello stesso 2010, la materia venne infine raccolta e risistemata nel d.lgs. 15 marzo 2010, n. 66 (codice dell'ordinamento militare) e dal relativo regolamento di attuazione di cui al D.P.R. 15 marzo 2010, n. 90 (Testo unico delle disposizioni regolamentari in materia di ordinamento militare).

## La disciplina attuale

### Ipotesi e modalità della chiamata al servizio
In attuazione dell'art. 52 della Costituzione della Repubblica italiana, l'istituto è regolato dal codice dell'ordinamento militare di cui al d.lgs. 15 marzo 2010, n. 66. Il D.P.R. 15 marzo 2010, n. 90 ne regolamenta invece aspetti applicativi (come ad esempio gli adempimenti circa le "liste di leva"). L'arruolamento quindi, si divide in "obbligatorio" e "volontario", ambo le fattispecie sono previste e normate dal predetto codice.
Per quanto riguarda il "servizio di leva" il nuovo codice limita l'operatività della coscrizione obbligatoria, o meglio la sua attuazione, alle condizioni riportate in tale norma all'art. 1929, in particolare al comma 2:
a) se sia deliberato lo stato di guerra ai sensi dell'articolo 78 della Costituzione;
b) se si verifichi una grave crisi internazionale nella quale l'Italia venga coinvolta direttamente o in ragione della sua appartenenza ad una organizzazione internazionale giustifica un aumento della consistenza numerica delle Forze armate.»
(comma 2° art. 1929 d.lgs 66/2010)
Secondo il libro VIII del D.P.R. n. 90/2010, la competenza alla formazione delle liste di leva è dei comuni italiani, nelle quali vengono a essere iscritti i cittadini italiani di sesso maschile all'anno del compimento del loro 17º anno di età e, in caso di ripristino della leva, suscettibili di chiamata a visita al compimento del 18º anno di età ma comunque non oltre il 45º anno (più che altro non oltre i 26 anni). I requisiti psico-fisici sono accertati dalle commissioni di leva, le imperfezioni che costituiscono causa di inidoneità sono stabilite dall'art. 582 del D.P.R. n. 90/2010; il personale di leva inoltre riceve una paga adeguata a quella di soldato, così come pure i richiamati e le forze di complemento.
Dopo aver ricevuto la chiamata, si prevede il superamento di visite mediche in un periodo di due giorni, con esito diverso, in particolare si è dichiarati:
- Idoneo: in questo caso è previsto l'arruolamento.
- Rivedibile: si viene invitati a ripresentarsi l'anno seguente per effettuare nuovamente le visite in quanto giudicato temporaneamente inabile. Nel caso tale infermità perdurasse anche alla seconda visita il soggetto viene riformato.
- Riformato: questo giudizio sancisce la permanente inidoneità al servizio militare.

A ogni modo il periodo di ferma dei militari di leva e degli obiettori di coscienza ammessi a prestare servizio civile è di 10 mesi, prolungabili con decreto del ministero della difesa sempre nelle ipotesi previste per la riattivazione della leva, essi possono essere utilizzati per particolari attività operative, logistiche, addestrative, e riguardanti il benessere del personale militare e i servizi generali di caserma o per fornire soccorso alle popolazioni colpite da calamità naturali e il ripristino di infrastrutture pubbliche per non più di 6 mesi; hanno inoltre diritto a usufruire di vitto e alloggio presso la struttura ove prestino servizio e sono generalmente assegnati a una sede di servizio distante non più di 100 km dalla propria residenza, e sono tenuti come tutti i militari a prestare giuramento militare. I renitenti alla leva continuano a essere puniti con la reclusione carceraria, e con la conseguente applicazione di sanzioni ulteriori ove previsto dalla legge.
I soggetti di sesso maschile appartenenti sino alla classe del 1985 inclusa possono consultare la loro posizione relativa all'adempimento degli obblighi militari presso i "Centri documentali" che dal 30 ottobre 2000 hanno sostituito i vecchi "distretti" del 1870. Nei centri inoltre continuano a essere versate le "liste di leva", elaborate dai comuni d'Italia ai sensi della vigente normativa, relative a tutte le "classi".

### Le indennità
L'importo delle indennità è mutevole in base al grado militare ricoperto e dell'arma presso la quale si prestasse servizio, ma mutò comunque nel corso del tempo, negli anni 1940 ammontava a circa 10 lire, per poi passare verso metà degli anni 1970 a 1.270 lire per un soldato semplice e 1.350 per un caporale. La legge 31 maggio 1975, n. 191 stabilì anche dei premi di congedo, ad esempio per i militari volontari delle forze armate, era in trenta giorni dell'ultima paga percepita per ogni anno o frazione superiore a sei mesi di servizio prestato in ferma o rafferma, con un minimo di 200 000 lire, mentre ai volontari che si fossero congedati dopo 3 anni di servizio, la misura minima ammontava all'importo di 300 000 lire.
La legge 5 luglio 1986, n. 342 raddoppiò gli importi sino ad allora previsti; arrivando prima a 2 000 lire e poi dal 1º luglio 1986 a 3 000 lire al giorno. Il decreto del Ministero della difesa del 28 agosto 1997 introdusse nuovi importi; nell'ultimo periodo prima della sospensione del servizio obbligatorio, la paga arrivò a 5 200 lire al giorno. L'ultimo aumento prima della sospensione delle chiamate si è avuto col decreto del Ministero della Difesa del 14 novembre 2006 che ha portato la paga - con decorrenza dal 1º luglio 2005 - a 3,24 euro.

### Casi di esenzione
L'esonero (o dispensa) al servizio militare era previsto per alcune situazioni familiari ed era regolato da alcune norme. La casistica principale era:
- figlio o fratello di militare deceduto in guerra;
- fratello di militare deceduto durante la prestazione del servizio;
- orfano di entrambi i genitori (primogenito);
- vedovo o celibe con prole;
- arruolati con prole;
- unico fratello convivente di disabile non autosufficiente;
- primo figlio maschio di genitore invalido per servizio o caduto in servizio;
- rinvii per motivi di studio;
- terzo (o successivo) figlio maschio se (almeno) due fratelli avevano già assolto completamente il servizio di leva;
- responsabile diretto della conduzione di impresa familiare.

Alle suddette si aggiunge la casistica del decreto legislativo 30 dicembre 1997, n. 504, il quale ha stabilito che "qualora si prevedano eccedenze rispetto alle esigenze di incorporazione" potessero altresì essere dispensati i cittadini che versassero in difficoltà economiche o familiari ovvero particolari responsabilità lavorative.
Gli studenti delle scuole superiori e gli universitari potevano domandare il rinvio del servizio ma non della visita; negli ultimi anni fu ammesso anche il rinvio della visita, come nel caso di cittadini italiani residenti all'estero. In particolare, per gli studenti universitari, le norme per la concessione del beneficio di esenzione dal servizio per motivi di studio furono modificate dal predetto d.lgs. n. 504/1997:
- Per gli studenti immatricolati prima dell'anno accademico 1998/1999 poteva essere concesso a seconda dell'anno di età e di iscrizione al corso di studi universitari:
  - fino al compimento del venticinquesimo anno di età, per i corsi aventi la durata di tre anni
  - fino al compimento del ventiseiesimo anno di età, per i corsi aventi la durata di quattro anni
  - fino al compimento del ventisettesimo anno di età, per i corsi aventi la durata di cinque anni
  - fino al compimento del ventottesimo anno di età, per i corsi aventi una durata maggiore di cinque anni.
- Per gli studenti immatricolati dopo l'anno accademico 1998/1999:
  - Per la prima richiesta era sufficiente l'iscrizione a un corso di istruzione universitaria di diploma e di laurea presso università statali o legalmente riconosciute
  - Per la seconda richiesta era necessario aver superato n. 1 esame di quelli previsti dal piano di studi
  - Per la terza richiesta era necessario aver superato complessivamente n. 3 esami di quelli previsti dal piano di studi del 1º e del 2º anno
  - Per la quarta richiesta era necessario aver superato complessivamente n. 6 esami di quelli previsti dal piano di studi del 1º, del 2º, e del 3º anno
  - Per la quinta richiesta e successive era necessario aver superato altri 3 esami per anno rispetto alla quarta richiesta.

Il d.lgs. 8 maggio 2001, n. 215, modificando il d.lgs. n. 504/1997, apportò cambiamenti circa i requisiti per gli studenti universitari ammessi al beneficio del rinvio per motivi di studio, in particolare a decorrere dal 1º gennaio 2004 e per i soggetti appartenenti alla "classe di leva" anno 1985 e precedenti:
- per la prima richiesta di ritardo, di essere iscritto a un corso di istruzione universitaria di diploma e di laurea presso università statali o legalmente riconosciute;
- per la seconda richiesta, di aver sostenuto con esito positivo quattro esami previsti dal piano di studi;
- per la terza richiesta, di aver sostenuto con esito positivo otto esami previsti dal piano di studi;
- per la quarta richiesta e le successive, di aver sostenuto ulteriori quattro esami previsti dal piano di studi per anno rispetto alla terza richiesta e alle successive.[61]

Attualmente, la disciplina delle dispense e dei rinvii per motivi di studio è contenuta nel d.lgs. 15 marzo 2010, n. 66 (libro VIII, titolo II, capo IV, sezioni V, VI VII e VIII).